# Cowley (Oksford)
Cowley – dzielnica miasta Oksford, przemysłowo-rezydencjonalna miejscowość angielska w hrabstwie Oxfordshire, w dystrykcie Oksford. Zamieszkują tam znaczące wspólnoty azjatyckie i afrokaraibskie. W 2011 roku dzielnica liczyła 6562 mieszkańców.

## Etymologia
Nazwa miasta pochodzi od angielskich słów "cow" i "leigh" oznaczających krowie pastwisko. Cowley jest wspomniana w Domesday Book (1086) jako Covelie.

## Gospodarka
W 1912 William Morris zakupił teren szkoły wojskowej w Cowley i otworzył tam fabrykę samochodów Morris Motor Company. Fabryka w Cowley, jako pierwsza w Wielkiej Brytanii podjęła produkcję samochodów na masową skalę. Od lat 20. do 60. XX wieku Cowley do tego stopnia rozwinęło się jako ośrodek przemysłowy, że na początku lat 70. około 20 tys. osób pracowało w trzech tamtejszych fabrykach (Pressed Steel Fisher, Unipart i British Motor Corporation, będącej sukcesorem Morris Motor Company). Obecnie zatrudniająca około 4 tys. osób fabryka samochodów należy do koncernu BMW i produkuje model Mini. Fabryka może produkować do 240 tys. aut rocznie.